# Radźendra I

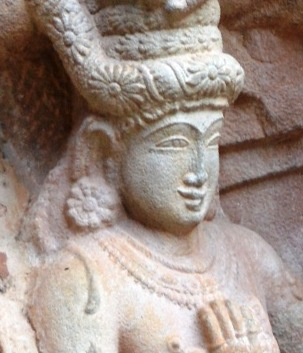
Rzeźba przedstawiająca Radźendrę I w świątyni w Gangaikonda Cholapuram

Radźendra I (tamil. இராஜேந்திர சோழன், zm. 1044) – władca z południowoindyjskiej dynastii Ćolów. Jedyny syn Radźaradźy I, zdobył rozległe doświadczenie wojskowe i administracyjne. Od 1012 współrządził państwem, od 1014 samodzielnie zasiadał na tronie. Prowadził ekspansywną politykę, kontrolując pośrednio bądź bezpośrednio część współczesnej Indonezji, Malezji, Mjanmy czy Sri Lanki. Mecenas kultury, prowadził politykę tolerancji religijnej. Od 1018 współrządził z jednym ze swoich synów. Zapisał się tak w tamilskiej, jak i szerszej indyjskiej kulturze, bywa także wykorzystywany we współczesnym dyskursie politycznym.

## Życiorys

### Młodość oraz kariera wojskowa i administracyjna
Dostępne źródła nie przekazują jednoznacznych informacji odnośnie jego daty urodzenia. Część podaje bowiem, iż późniejszy władca urodził się w 964, inne wskazują na 969, podczas gdy jeszcze inne obstają przy 971. Wiadomo natomiast, że przyszedł na świat w miesiącu Margazhi, który według tradycyjnego kalendarza tamilskiego przypada na koniec grudnia oraz początek stycznia. Jego nakszatrą, a zatem konstelacją indyjskiego zodiaku lunarnego, miała być Ardra, w terminologii tamilskiej znana jako Tiruvathirai.
Był jedynym wspominanym przez źródła synem Arumoliego Warmana, który po wstąpieniu na tron przyjął imię Radźaradźy . Jego matką była Wanawan Mahadewi. Dzieciństwo spędził w większości w Palayarai, mieście dzielącym wówczas status stołeczny z Tandźawurem. Darzył je zresztą sympatią również później, przebywając w nim także już po wstąpieniu na tron. Jego wychowaniem zajmowały się babka oraz ciotka, kobiety cieszące się znacznymi wpływami na dworze.
Służył w armii Ćolów, nabywając w ten sposób rozległe doświadczenie dowódcze. Samodzielnie prowadził wojska w boju od 1002. Już jako następca tronu czynnie kształtował agresywną i nastawioną na ekspansję politykę państwa. Brał udział w kampaniach przeciwko Ćalukjom oraz Rasztrakutom. Po podbiciu władztwa Pandjów został mianowany jego wicekrólem, otrzymując jednocześnie okazałą rezydencję w Maduraju. Zwyczaj powierzania niedawno podbitych terytoriów w zarząd następcy tronu utrzymał się aż do czasów Kulottungi I, walnie przyczyniając się do skutecznej kontroli administracji centralnej nad prowincjami na peryferiach państwa Ćolów.

### Władca imperium Ćolów

Mapa imperium Ćolów około 1030

Początkowo znany był jako książę Madurantaka, imię Radźendra przyjął po wstąpieniu na tron. Panowanie rozpoczął w 1012, zatem wciąż jeszcze za życia ojca. Dopuszczanie następcy tronu do współrządów było często się powtarzająca praktyką dynastyczną pośród Ćolów. Prawdopodobnie miała ona swoje źródło w pragnieniu zapewnienia państwu stabilności oraz ograniczenia intryg dworskich. W 1014, a więc gdy już samodzielnie przejął pełnię władzy, stanął na czele rozległego imperium obejmującego terytorium dzisiejszych południowoindyjskich stanów Tamilnadu, Andhra Pradesh oraz Telangana, jak również część współczesnej Kerali czy Karnataki. Kontrolował też część Sri Lanki, a także Malediwy.
Był sprawnym i zdolnym politykiem. Po ojcu odziedziczył oddany rodzinie panującej aparat biurokratyczny. Niektóre przynajmniej źródła wskazują, iż na początku swych samodzielnych rządów stawić musiał czoła kilku buntom. Ich stłumienie pozwoliło mu na kontynuowanie ekspansywnej polityki zapoczątkowanej przez ojca. Za jego panowania państwo osiągnęło największy zasięg terytorialny. Dzięki potężnej i doskonale zorganizowanej marynarce wojennej zdołał przejąć kontrolę nad częścią współczesnej
Mjanmy oraz Półwyspu Malajskiego, jak i Sumatrą. Doprowadził do końca podbój Sri Lanki, ustanawiając jej nową stolicę w Polonnaruwie oraz włączając przynajmniej część północnego regionu wyspy bezpośrednio do swego państwa. Syngaleskiego króla Mahendrę odesłał do Tańdźawuru, gdzie monarcha ów zmarł w 1027. Zajął także Nikobary. Był, co za tym idzie, przedstawicielem pierwszej i jedynej indyjskiej dynastii, która podjęła kroki w kierunku zdobycia terytoriów leżących poza Indiami oraz ich przyległościami.
Na samym natomiast subkontynencie indyjskim podległe mu armie dotarły na północ, sięgając Gangesu, a także na północny wschód, najeżdżając Bengal. Na pamiątkę oparcia się o Ganges władca założył miasto Gangaikonda Cholapuram, do którego następnie przeniósł stolicę. Dbał o utrzymanie i rozwój sieci relacji handlowych łączących państwo ze światem zewnętrznym, w 1033 wysłał misję kupiecką oraz poselstwo do rządzonych przez dynastię Song Chin. Około 1012 władca Khmerów Surjawarman I wysłał mu rydwan wojenny jako symboliczny gest dobrej woli i przyjaźni.
Podobnie jak przodkowie był wyznawcą Śiwy. Jego duchowym mistrzem był Isana Śiwa Pandita, znany chociażby z inskrypcji w świątyni Bryhadiśwary w Tańdźawurze. Radźendra prowadził politykę religijnej tolerancji, wspierając także dźinizm, buddyzm czy wisznuizm. Idąc śladem swojego ojca przyjął rozbudowaną i sygnalizującą znaczne ambicje tytulaturę, w tym tytuł cesarski. Była ona zresztą jedynie odzwierciedleniem obecnego w ideologii rodu panującego kultu króla-boga. Tradycja deifikacji monarchy czy też szerzej przywódcy politycznego przetrwała wśród Tamilów aż do współczesności. Jej ślady dostrzec można na przykład w karierach M.G. Ramachandrana (MGR) czy Jayalalithy.
W pamięci zbiorowej Radźendra I zapisał się jako wielki mecenas kultury. Stał za budową wielu świątyń. Dokończył równocześnie zainicjowane przez swojego ojca wznoszenie wspomnianej już świątyni Bryhadiśwary w Tańdźawurze. Hojnie wspierał także szkolnictwo. Za jego panowania otwarto na przykład sanskrycką szkołę w Ennayiram. Dwór monarszy stał się dzięki niezwykle szczodrym darom z państwowego skarbca prężnym ośrodkiem poetyckim. Tworzone na nim były utwory o różnorodnej tematyce. Powstawały zatem teksty dewocyjne, pochwalne, opiewające dokonania władcy, jak również dzieła osadzone w szerszej tamilskiej kulturze. Nie bez znaczenia były tutaj erudycja, jak i zainteresowania literackie samego monarchy, który właśnie dzięki temu znany jest jako pandita Chola.

### Ostatnie lata życia oraz śmierć
W ostatnich latach życia w zasadzie przestał zajmować się sprawami państwa, oddając władzę najstarszemu ze swoich synów. Zmarł w 1044 w Brahmadesam, położonym we współczesnym dystrykcie Tiruvannamalai w stanie Tamilnadu.

## Małżeństwa, potomstwo oraz następcy

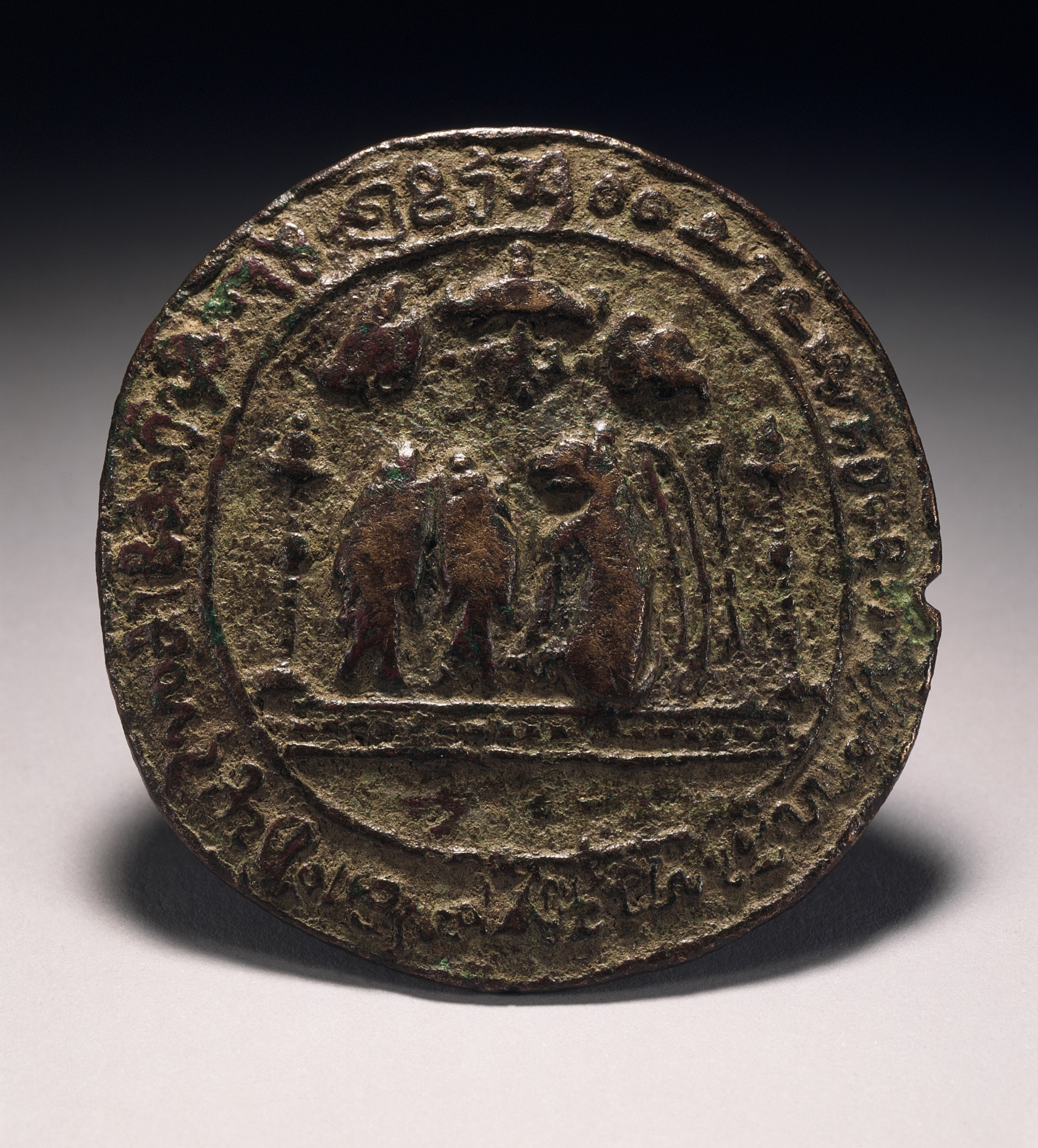
Pieczęć Radźendry I

W literaturze wymienia się kilka poślubionych przezeń kobiet. Były to na przykład Mukkokilanadigal, Arindawan Mahadewi, Wanawan Mahadewi czy Panćawan Mahadewi. Kolejna wzmiankowana w materiałach źródłowych małżonka Radźendry I, królowa Wira Mahadewi, po śmierci męża popełniła sati. Doczekał się on z nimi szeregu dzieci, zarówno synów, jak i córek. Jego bezpośrednim następcą był Radźadiradźa I, współrządzący państwem już od 1018. Młodsi synowie, odpowiednio Radźendra II oraz Wiraradźendra, również ostatecznie zasiedli na tronie. Jedna z córek, Ammanga Dewi, została wydana za władcę Wschodnich Ćalukjów Radźaradźę Narendrę. Syn tej pary, książę Radźendra, w 1070 przejął rządy nad państwem Ćolów jako Kulottunga I.

## Miejsce w kulturze
Radźendra I zapisał się na trwale zarówno w tamilskiej, jak i w szerszej indyjskiej kulturze. Wraz z ojcem uznawany jest za największego władcę z dynastii Ćolów. W filmie Rajaraja Cholan (1973) w reżyserii A.P. Nagarajana, zrealizowanym w języku tamilskim, w jego rolę wcielił się Sivakumar. Powieść Vengayin Maindhan pióra Akilana poświęcona jest pierwszym latom jego panowania.
Zasługi monarchy są przywoływane i wykorzystywane również we współczesnym dyskursie politycznym. Mohan Bhagwat, najwyższy przywódca skrajnie prawicowego Narodowego Stowarzyszenia Ochotników (Rashtriya Swayamsevak Sangh, RSS) wspomniał o Radźendrze w swym przemówieniu z okazji hinduistycznego święta Vijayadashami w 2015. Przedstawił w nim monarchę jako godnego naśladowania władcę, którego rządy przyczyniły się do zwiększenia wpływu odwiecznej indyjskiej kultury na kraje południowego wschodu Azji. Jednocześnie przynależność wyznaniowa tak Radźendry, jak i innych przedstawicieli dynastii Ćolów jest przedmiotem sporu między lewicującymi tamilskimi nacjonalistami a przedstawicielami hinduskiej prawicy skupionymi wokół Indyjskiej Partii Ludowej (Bharatiya Janata Party, BJP). Podobnie przyczynkiem do dyskusji pozostaje zagadnienie przynależności kastowej Ćolów, w tym zatem również przynależności kastowej samego Radźendry.